# Bir Bouregba
Bir Bouregba (in arabo بئر بورقب‎?), scritto anche  Bir Bou Regba, è una città della Tunisia.
Con una popolazione di 14.896 abitanti nel 2004 costituisce un sobborgo della municipalità di Hammamet, dalla quale dista 4 km.
Bir Bouregba occupa il sito della antica città punica di Thinissut, eretta nel V secolo a.C. Scavi archeologici hanno permesso di scoprire un vasto santuario rurale nel quale sono state reperite numerose vestigia, tra le quali una statua di Baal seduto tra due sfingi alate, una statua di Cerere e una statua leontocefala identificata come una rappresentazione della divinità Africa tutte e tre in terracotta, attualmente conservate al Museo nazionale del Bardo, oltre a una stele in marmo bianco, ritrovata nei resti del santuario di Baal e Tanit, attualmente esposta al museo di Nabeul.